# Kosmerka
Koordinati:   43°38′00″N, 15°36′13″E
Kosmerka je majhen nenaseljen otoček v Jadranskem morju. Pripada Hrvaški.
Kosmerka leži okoli 4 km jugozahodno od otoka Žirje. Površina otočka meri 0,037 km². Dolžina obalnega pasu je 0,79 km. Najvišji vrh je visok 27 mnm.